# Christian Schkuhr
Christian Schkuhr (* 14. Mai 1741 in Pegau; † 17. Juli 1811 in Wittenberg) war ein deutscher Botaniker. Sein offizielles botanisches Autorenkürzel lautet „Schkuhr“.   

## Leben und Wirken
Schkuhr war gelernter Gärtner, der 1765 an der Gründung des Botanischen Gartens in Kassel mitwirkte und danach mehrere Jahre Gärten in Deutschland, Belgien und den Niederlanden besuchte. Zurückgekehrt zog er nach Leipzig, wo er botanische Vorlesungen hörte, und wurde Universitätsmechanikus in Wittenberg.
Von ihm stammen mehrere botanische Werke, für die er die Kupfertafeln selbst fertigte. Er baute auch die von ihm verwendeten Mikroskope selbst.
Er war Anhänger des Systems von Carl von Linné. Von ihm stammen mehrere Erstbeschreibungen wie die für die Wurzelnde Simse (Scirpus radicans) oder die Gewöhnliche Brenndolde (Selinum dubium).

## Ehrungen
Nach ihm sind die Pflanzengattungen Schkuhria Roth und Platyschkuhria (A.Gray) Rydb. aus der Familie der Korbblütler (Asteraceae) benannt.

## Schriften
- Botanisches Handbuch der mehresten theils in Deutschland wildwachsenden : theils ausländischen in Deutschland unter freyem Himmel ausdauernden Gewächse, 3 Teile, 1791 1796, 1803
- Beschreibung und Abbildung der Theils bekannten, Theils noch nicht beschriebenen Arten von Riedgräsern nach eigenen Beobachtungen und vergrösserter Darstellung der kleinsten Theile, 1801, 1806
  - Französische Ausgabe: Histoire des Carex ou laiches, contenant la description et les figures coloriées de toutes les espèces connues et d’un grand nombre d’espèces nouvelles. 1802
- Enchiridion botanicum, seu descriptiones et icones plantarum in Europa vel sponte crescentium vel in hortis sub Dio perdurantium, 1805
- Vier und zwanzigste Klasse des Linné’schen Pflanzensystems oder Kryptogamische Gewächse. I–II, Wittenberg 1804–1810
- Deutschlands kryptogamische Gewächse, oder die 24. Classe des Linné’schen Systems. 1806 bis 1810